# Geschichten vom Ursprung des Lebens
Geschichten vom Ursprung des Lebens. Eine Zeitreise auf Darwins Spuren ist ein 2008 beim Ullstein Verlag erschienenes populärwissenschaftliches Sachbuch des englischen Evolutionsbiologen Richard Dawkins. Das 800 Seiten starke Werk erschien im englischen Original unter dem Titel The Ancestor’s Tale im Jahre 2004 beim Weidenfeld & Nicolson-Verlag.

## Inhalt

### Zusammenfassung
Das Buch lehnt sich an die mittelalterlichen Erzählungen Canterbury Tales von Geoffrey Chaucer an, in denen die Mitglieder einer Pilgergruppe auf ihrem Weg nach Canterbury ihre Geschichten erzählen. Die Pilger bei Dawkins sind die heutigen, rezenten Lebewesen, die sich im Evolutionsstammbaum auf den Weg über ihre Vorfahren zum gemeinsamen Ursprung des Lebens begeben. Ausgangspunkt sind wir Menschen, die an den Verzweigungen längs ihres Weges im Evolutionsstammbaum immer weiteren Mitfahren (dieser im Buch eingeführte Neologismus bezeichnet eine biologische Art, welche mit dem Menschen einen gemeinsamen Vorfahren hat, der die Reise mitbestreitet) begegnen.
Bei der ersten Begegnung vor ca. 250.000 Generationen stoßen die Schimpansen und Bonobos zu uns und damit treffen wir auf einen Mitfahren, der Vorfahre aller heute lebenden Schimpansen, Bonobos und Menschen war. Bei den insgesamt 40 Begegnungen behandelt Dawkins anhand einzelner Vertreter der immer größer werdenden Pilgergruppe unterschiedliche Themen der Evolutionstheorie, so etwa die sexuelle Selektion am Beispiel des Pfaus, die Pädomorphose bzw. Neotenie beim Axolotl oder das Problem der Artbildung am Beispiel der Buntbarsche. Weiter erläutert der Autor das Dollo-Gesetz in der Geschichte der Höhlenfische, die Problematik des Rassenbegriffs bei den Heuschrecken bis hin zu den Menschen und die Theorie der Hox-Gene am Beispiel der Taufliegen.
Zusätzlich wird die „Domestizierung der Chloroplasten bzw. Mitochondrien“ durch eukaryotische Zellen als große historische Begegnung beschrieben, obwohl dies keine Begegnung im Sinne der Pilgeranalogie ist. Der Ankunft in Canterbury entspricht das Erreichen der Wurzel des Evolutionsstammbaums und damit des Ursprungs des Lebens, dem ein eigenes Kapitel gewidmet ist. Schließlich lässt Dawkins den Wirt der Pilgerreise zurückkehren und diskutiert dabei unter anderem die Wiederholbarkeit und Zwangsläufigkeit der historischen Evolution.

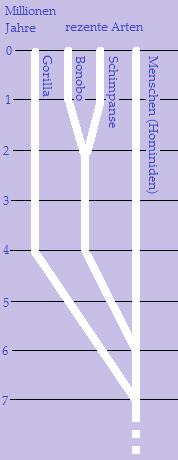
Der erste Teil des Pilgerpfades mit den ersten zwei Begegnungen

### Begegnungen
Die folgende Tabelle zeigt die im Buch behandelten Begegnungen zusammen mit den angegebenen Schätzungen über den Zeitpunkt der Begegnung.
| Begegnung | Mitfahren                                                                | vor Mio. Jahren |
| --------- | ------------------------------------------------------------------------ | --------------- |
| 0         | Menschheit, archaischer Homo sapiens, Ergasten, Habilinen, Affenmenschen | 0               |
| 1         | Schimpansen                                                              | 6               |
| 2         | Gorillas                                                                 | 7               |
| 3         | Orang-Utans                                                              | 14              |
| 4         | Gibbons                                                                  | 18              |
| 5         | Altweltaffen                                                             | 25              |
| 6         | Neuweltaffen                                                             | 40              |
| 7         | Koboldmakis                                                              | 58              |
| 8         | Lemuren, Buschbabys und ihre Verwandten                                  | 63              |
| 9         | Spitzhörnchen und Riesengleiter                                          | 70              |
| 10        | Nagetiere und Kaninchenartige                                            | 75              |
| 11        | Laurasiatheren                                                           | 85              |
| 12        | Nebengelenktiere                                                         | 95              |
| 13        | Afrotheren                                                               | 105             |
| 14        | Beuteltiere                                                              | 140             |
| 15        | Kloakentiere                                                             | 180             |
| 16        | Sauropsiden                                                              | 310             |
| 17        | Amphibien                                                                | 340             |
| 18        | Lungenfische                                                             | 417             |
| 19        | Quastenflosser                                                           | 425             |
| 20        | Strahlenflosser                                                          | 440             |
| 21        | Haie und ihre Verwandten                                                 | 460             |
| 22        | Neunaugen und ihre Verwandten                                            | 530             |
| 23        | Lanzettfischchen                                                         | 560             |
| 24        | Seescheiden                                                              | 565             |
| 25        | Ambulacraria                                                             | 570             |
| 26        | Protostomier                                                             | 590             |
| 27        | Plattwürmer: Acoelomorpha                                                | 630             |
| 28        | Nesseltiere                                                              | 680             |
| 29        | Rippenquallen                                                            | 730             |
| 30        | Placozoa                                                                 | 780             |
| 31        | Schwämme                                                                 | 800             |
| 32        | Kragengeißeltierchen                                                     | 900             |
| 33        | DRIPs                                                                    | (?)             |
| 34        | Pilze                                                                    | (?)             |
| 35        | Amoebozoa                                                                | (?)             |
| 36        | Pflanzen                                                                 | (?)             |
| 37        | Unsichere Kandidaten (Euglena beispielsweise)                            | (?)             |
| 38        | Archaea                                                                  | (?)             |
| 39        | Eubakterien                                                              | (?)             |

In der zweiten Ausgabe gibt es an 33. Stelle eine zusätzliche Begegnung mit den Filasterea.

## Rezensionen
„Richard Dawkins erzählt farbig, gefühlvoll und kenntnisreich. In seinem Buch wimmelt das pralle Leben, jede Schnecke, jeder Fisch, jedes Insekt wird mit liebevollem, mitunter fast ehrfürchtigem Blick beschrieben. Stolz sei er, unterstreicht Dawkins immer wieder, solch wunderschönes und erstaunliches Getier zu seinen Vorfahren zählen zu dürfen. Der 800-Seiten-Wälzer ist auch ein Auftritt mit hohem Anspruch: Dawkins, Professor für "Public Understanding of Science", nimmt den selbst erklärten Kampf gegen Bibel, Koran und Co. auch in Umfang und Wuchtigkeit auf. Der Fürsprecher naturwissenschaftlicher Logik und Vernunft zielt mit seinem Buch unverhohlen aufs Gemüt.“

„Gänzlich ablegen kann Dawkins seinen Konfrontationskurs dennoch nicht. So stichelt er wieder bis zum Überdruss gegen Schöpfungsgläubige und Vertreter des Intelligent Design. Dawkins bietet keinen großen konzeptuellen Wurf. Dies ist möglicherweise eine Stärke des Buches.“

„Richard Dawkins’ "Geschichten vom Ursprung des Lebens" ist das zur Zeit lesens- und bedenkenswerte Buch über die Evolution überhaupt. […] Er hat weder, wie in seinen Büchern über den "Gotteswahn" und das "egoistische Gen", die Religion in Bausch und Bogen verdammt, noch die Geschichte auf einen Molekülmotor eingedampft, der die Lebewesen zu Vehikeln der Gene macht, versehen mit der einzigen Anweisung, ihre eigenen Gene möglichst zahlreich in die Welt zu schleudern.“

## Buch
- Richard Dawkins: The Ancestor’s Tale. A Pilgrimage to the Dawn of Life. Weidenfeld & Nicolson, London 2004, ISBN 0-297-82503-8 (In deutscher Sprache: Geschichten vom Ursprung des Lebens. Eine Zeitreise auf Darwins Spuren. Unter Mitarbeit von Yan Wong. Aus dem Englischen von Sebastian Vogel. Ullstein, Berlin 2008, ISBN 978-3-550-08748-6).

- Richard Dawkins and Yan Wong: The Ancestor’s Tale. A Pilgrimage to the Dawn of Life. Weidenfeld & Nicolson, London 2016, ISBN 978-1-4746-0056-9. Überarbeitete und erweiterte zweite Ausgabe.